# عبد اللطيف عبد اللطيف
عبد اللطيف عبد اللطيف (مواليد 2 يونيو 1960) هو مصارع مصري. شارك في المصارعة الرومانية في الوزن الخفيف في الألعاب الأولمبية الصيفية لعام 1988.

## روابط خارجية
- عبد اللطيف عبد اللطيف على موقع أوليمبيديا (الإنجليزية)